# Ioulia Galiamina
Ioulia Ievguenievna Galiamina (russe : Ю́лия Евге́ньевна Галя́мина), née le 23 janvier 1973 à Moscou, est une femme politique, personnalité publique et journaliste russe. Elle est candidate ès sciences philologiques, ancienne chercheuse à l'université d'État de Moscou et chargé de cours à l'École des hautes études en sciences économiques. Elle est députée municipale du raïon de Timiriazevski de la ville de Moscou. Elle a fondé le journal Nach Sever (Наш Север) et est membre du Conseil fédéral de coordination du Parti du 5 décembre.

## Biographie
Ioulia Galiamina est née le 23 janvier 1973 à Moscou. En 1997, elle est diplômée de l'Université d'État russe pour les sciences humaines (avec mention). Neuf ans plus tard, en mai 2006, elle soutient sa thèse de candidate ès sciences sous la direction du professeur Vladimir Plounguian, en linguistique théorique — sur le thème « Transitivité, voix et sémantique lexicale du verbe » —. Depuis 2009, elle étudie les langues menacées de Sibérie, dont le Kete.
En 2014, Ioulia Galiamina se présente aux élections à la Douma de la ville de Moscou avec le soutien du parti Iabloko ; en 2016, elle est candidate du même parti aux élections à la Douma d'État de la fédération de Russie . En 2015, elle termine un master en administration de l'éducation ; la même année, elle lance le projet d'« École du gouvernement local », destiné à former des militants à l'administration de municipalités et de collectivités locales.

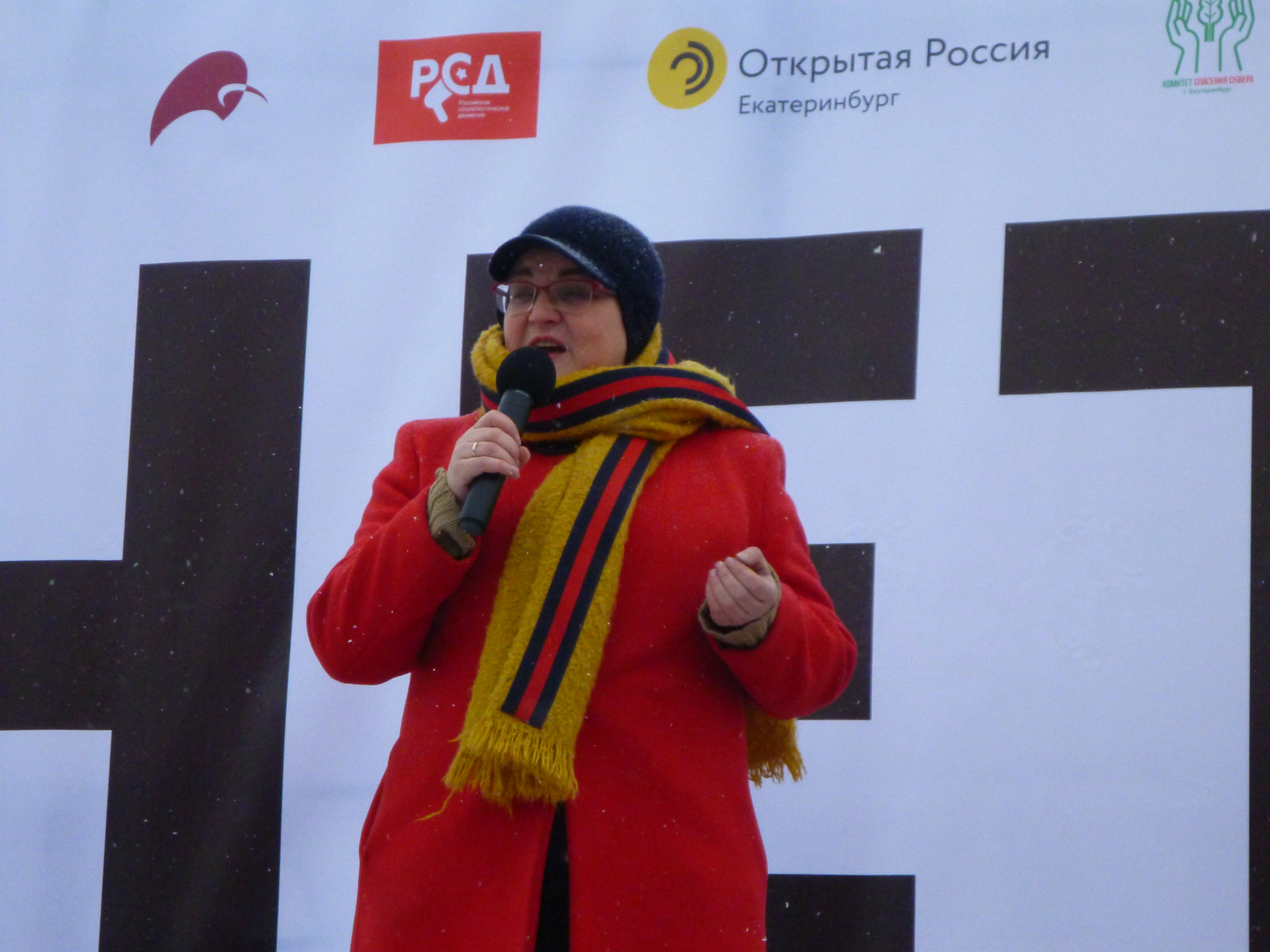
Ioulia Galiamina lors d'un rassemblement à Ekaterinbourg, le 1er février 2020

Ioulia Galiamina est rédactrice en chef du journal en ligne Kasparov Ru. Elle fonde et devient ensuite rédactrice en chef du journal local Nach Sever. En septembre 2017, elle est élue députée municipale du raïon du district Timiriazevski de la capitale russe. À l'été 2019, elle tente de participer aux élections à la Douma de la ville de Moscou, mais sa candidature n'est pas été enregistrée. Le 30 juillet 2019, Ioulia Galiamina est arrêtée pendant 10 jours. Après sa libération, elle est de nouveau arrêtée, cette deuxième rétention administrative consécutive durant 15 jours. En janvier 2020, elle devient l'une des organisatrices de la campagne panrusse « Non », appelant à un vote de protestation sur les amendements à la Constitution de la fédération de Russie  .
Le 9 juillet 2020, Ioulia Galiamina est interrogée en tant que témoin dans l'affaire Ioukos. Elle refuse alors de témoigner devant le comité d'enquête de la fédération de Russie, en se référant à l'art. 51 de la Constitution russe (nul n'est obligé de témoigner contre lui-même, son conjoint et ses proches).
Le 31 juillet, la Commission d’enquête de la fédération de Russie inculpe Ioulia Galiamina au titre de l’article 212.1 du Code pénal (« violation répétée de la procédure établie pour l’organisation ou la tenue de rassemblements publics »). Elle est accusée d’avoir participé à plusieurs manifestations, notamment à une marche contre les modifications de la Constitution russe le 15 juillet, et à des mouvements de protestation contre des irrégularités électorales à Moscou pendant l’été de 2019.
Le 18 décembre 2020, le parquet a requis devant le tribunal du district de Tverskoï une peine de trois ans d'emprisonnement dans une colonie pénitentiaire. Elle est accusée en vertu de l'art. 212.1 du Code pénal de la fédération de Russie.
Le 23 décembre, elle est condamnée à deux ans avec sursis.